# Attentat d'El Descanso
L'attentat d'El Descanso est une attaque terroriste à la bombe qui a eu lieu le 12 avril 1985 au restaurant El Descanso à Madrid en Espagne. L'explosion a causé l'effondrement du bâtiment de trois étages sur environ 200 personnes, en tuant 18 et en blessant 82 autres. À l'époque, il s'agissait de la pire attaque en Espagne depuis la guerre civile espagnole.